# Anairetes flavirostris
Tourinho-de-bico-amarelo ou chifrudo-de-bico-amarelo (Anairetes flavirostris) é uma espécie de ave da família Tyrannidae.
Pode ser encontrada nos seguintes países: Argentina, Bolívia, Chile e Peru.
Os seus habitats naturais são: regiões subtropicais ou tropicais húmidas de alta altitude e matagal tropical ou subtropical de alta altitude.